# قرار مجلس الأمن التابع للأمم المتحدة رقم 993
قرار مجلس الأمن التابع للأمم المتحدة رقم 993 ، الذي اتخذ بالإجماع في 12 مايو 1995، بعد إعادة تأكيد جميع القرارات المتعلقة بجورجيا، ولا سيما القرار 971 (1995)، ناقش المجلس الجهود الرامية إلى تسوية سياسية بين جورجيا وأبخازيا، ومدد ولاية بعثة مراقبي الأمم المتحدة في جورجيا حتى 12 يناير 1996.
ورأى مجلس الأمن أنه لم يحرز تقدم كاف نحو التوصل إلى اتفاق سياسي. وجرى الترحيب بالمشاورات المتعلقة بوضع دستور جديد لجورجيا. وأعيد التأكيد أيضا على أن لجميع اللاجئين والمشردين الحق في العودة، وأعربت عن استيائها من القرار الذي اتخذته السلطات الأبخازية بشأن عرقلة هذه العملية. ستكون عودة اللاجئين إلى غالي خطوة أولى موضع ترحيب. وحث الطرفان كلاهما على الامتثال للقانون الإنساني الدولي. وعلاوة على ذلك، تم التسليم بأن برامج المعونة الإنسانية تعاني من نقص في التمويل. وكان هناك وقف لإطلاق النار جرى التقيد به عموما على الرغم من أنه لا تزال هناك هجمات على المدنيين في منطقة غالي.
وبعد تمديد ولاية بعثة مراقبي الأمم المتحدة في جورجيا حتى 12 يناير 1996، طلب إلى مجلس الأمن التابع لمجلس الأمن أن يحرز تقدما في المفاوضات. وفي الوقت نفسه، كان على السلطات الأبخازية أن تكفل سرعة العودة الطوعية للاجئين. ورحب المجلس بالتدابير الإضافية التي اتخذتها بعثة مراقبي الأمم المتحدة في جورجيا وقوة حفظ السلام التابعة لرابطة الدول المستقلة في منطقة غالي. وطلب من الامين العام للامم المتحدة بطرس غالي بحث سبل تحسين احترام حقوق الإنسان في المنطقة.
وجرى حث جميع البلدان على المساهمة بأموال في الصندوق من أجل جهود الإغاثة الإنسانية وتنفيذ الاتفاقات، ولا سيما في مجال إزالة الألغام. ويطلب إلى الأمين العام، كل ثلاثة أشهر، أن يقدم تقريرا إلى المجلس عن الحالة في جورجيا وأبخازيا وعمليات البعثة.

## وصلات خارجية
- نص القرار على undocs.org